# Marcel Thomazeau
 (juin 2024).
Si vous disposez d'ouvrages ou d'articles de référence ou si vous connaissez des sites web de qualité traitant du thème abordé ici, merci de compléter l'article en donnant les références utiles à sa vérifiabilité et en les liant à la section « Notes et références ».
Pour les articles homonymes, voir Thomazeau.
Marcel Thomazeau, né le 14 octobre 1922 à Saint-Lumine-de-Coutais (Loire-Inférieure) et mort le 15 mars 2024 à Marseille, est un résistant de la Seconde Guerre mondiale, déporté puis dirigeant de journaux régionaux.
Il naît de parents ouvriers agricoles, deuxième d’une fratrie de dix enfants. Après son certificat d’études en 1932, Marcel Thomazeau est engagé dans une imprimerie, comme ouvrier tourneur de feuilles puis comme lithographe. En 1937, apprenti, il est licencié pour avoir participé à une grève. Syndiqué à la CGT, il adhère aussi à la Jeunesse ouvrière chrétienne (JOC) «non parce que j’étais catholique, mais parce que dans ce pays de cons, le seul moyen d’aller faire du sport ou assister à des conférences, était d’entrer à la JOC ». Il quitte la JOC plus tard lorsque l’Église soutient le général Franco contre les républicains espagnols.

## Résistance et déportation
En 1940, il participe à la Résistance, dans un mouvement communiste. La Gestapo arrête en juillet 1942 une centaine de membres de son réseau de résistants. Cinquante-cinq sont condamnés à mort et fusillés, dont son frère. Lui est condamné à sept ans de travaux forcés et emprisonné à Blois, puis dans le camp de Royallieu à Compiègne, et finalement déporté vers le camp de concentration de Mauthausen. 
Il est libéré à l’arrivée des Alliés en juillet 1945, mais atteint de tuberculose, on lui refuse le retour en France de crainte de contagion. Il n’arrive à Paris qu’en janvier 1946, où il est accueilli par le ministre communiste Marcel Paul, dont il avait partagé la cellule à Blois. Marcel Paul en fait son secrétaire particulier.

## Dirigeant de presse communiste
Marcel Thomazeau devient ensuite directeur du journal Le Travailleur du Limousin en 1947, puis un an plus tard de L'Écho du Centre, qu’il dirige douze années. Il prend en 1960 la direction du journal Liberté à Lille. En 1965, il entre à la direction de La Marseillaise. Il la quitte en 1984 pour prendre sa retraite, à 62 ans.
Dans les années 2000, il commence à témoigner de son passé de résistant et de déporté et participe à des rencontres avec de nombreux enfants. À 99 ans, Marcel Thomazeau publie ses mémoires de la guerre, Un long chemin (éditions La Geste, 2021).
Il devient, en 2023, officier de la légion d'honneur. 
Il est le père de l’écrivain François Thomazeau et de l'écrivaine Anne-Marie Thomazeau.